# Musée-réserve de l'État d'histoire, d'architecture et de peinture de Plios
Musée-réserve de l'État d'histoire, d'architecture et de peinture de Plios (en russe : Плесский государственный историко-архитектурный  художественный  музей-заповедник) est un complexe de musées situés dans la ville de Plios dans l'Anneau d'or de Russie.

Il se compose des  musées suivants :
- Musée du paysage (en russe : Музей Пейзажа)
- Maison-musée Isaac Levitan (en russe : Мемориальный Дом-музей Исаака Ильича Левитана)
- Centre culturel Lévitan en (russe : Левитановский культурный центр)
- Complexe d'expositions publiques du musée en (russe : Музейно-выставочный комплекс "Присутсвенные места")
- Exposition des métiers d'art du kraï d'Ivanovo en (russe : Экспозиция "Художественные промыслы Ивановского края")